# Teotônio Vilela (Alagoas)
Teotônio Vilela é um município brasileiro do estado de Alagoas. Localiza-se na Zona da Mata, Mesorregião do Leste Alagoano, 

## História
Até a década de 1950, a história deste município se confundia com a do município de Junqueiro, pois até aquela época as terras da sede do atual município de Teotônio Vilela faziam parte de uma propriedade agrária chamada de Fazenda Risco que estava situada na zona rural de Junqueiro. Até então, não havia registro de qualquer núcleo populacional na região.
O estabelecimento de um núcleo populacional somente ocorrerá em meados do ano de 1955 por causa do surgimento de uma feira livre em uma área da referida propriedade rural situada nas proximidades do km 171 da BR-101, perto do rio Coruripe.
A narrativa popular que compõe o mito fundador do município de Teotônio Vilela construído pela história oral relata que a feira livre, que posteriormente seria conhecida como feira de Chã da Planta e que daria início à cidade-sede do atual município, originou-se de um incidente ocorrido no km 171 da BR-101, em 1955, envolvendo um caminhão que transportava produtos alimentícios de Coruripe para Arapiraca que teve um pneu furado. Por causa da dificuldade na época em realizar a manutenção do veículo para o prosseguimento da viagem, os proprietários da carga decidiram vender essas mercadorias no próprio local do incidente aos transeuntes que passavam pela rodovia.
A partir de então, o comércio eventual foi se tornando rotineiro, especialmente aos domingos, e a localidade que somente possuía uma casa foi se transformando no povoado conhecido como Chã da Planta. Este passou a abrigar regularmente a feira livre que atraía os trabalhadores dos diversos canaviais, tais como os de Brejo dos Pacheco, São Mateus dos Sampaio, Peri-Peri dos Rolemberg, Rocheira dos Costas, Novo do Seu Demétrio, Gravatá dos Alexandres, Bicas e Cachoeira, e também os moradores da região.
Em 1958, esse povoado passou a ser conhecido como Vila São Jorge, principalmente após ter recebido um maior fluxo de comerciantes e cliente que se deveu, de acordo com a memória local, ao fato de um grupo de feirantes ter deixado a vila situada na Usina Cansanção de Sinimbú e ter se estabelecido na localidade conhecida até aquele período como Chã da Planta.
Em 1966, o Município de Junqueiro determinou a mudança da localização da feira livre do lado norte da estrada, região que futuramente se tornaria o bairro vilelano de Sebastião Vilela dos Santos, para o lado sul da estrada, em uma área onde estava situada a edificação construída pela Prefeitura Municipal para armazenar produtos agrícolas e também servir como mercado público. A partir desse ano, a população local passou a chamar a localidade de Feira Nova.
Em 1973, a usina Seresta se implantou na região dando impulso à economia da região e promovendo um maior adensamento populacional na vila. O Município de Junqueiro passa a investir mais na infra-estrutura local e os moradores ficam bastante dependentes dos usineiros da região.
Em 1983, após a morte do senador Teotônio Vilela, a localidade de Feira Nova de Junqueiro passou a abrigar um distrito agroindustrial denominado de Distrito Industrial Senador Teotônio Vilela, criado para homenagear o político falecido.
Em 12 de dezembro de 1986, após a realização de um plebiscito, ocorreu a emancipação política do povoado que abrigava o distrito agroindustrial e, então, surgiu o município de Teotônio Vilela, por meio da lei estadual nº 4831/1986, alterada pela lei estadual nº /1987, reunindo áreas dos municípios de Junqueiro, de Coruripe e de Campo Alegre.
Entre 1986 e 1988, por determinação de Fernando Collor, governador de Alagoas na época, foi nomeado para governar provisoriamente o novo município, o político e fazendeiro José Pereira da Silva (vulgo Adelson Pereira), pertencente ao clã político dos Pereira que ao longo do século XX controlou a política de Junqueiro, enquanto as eleições diretas eram organizadas.
A primeira eleição municipal realizada em Teotônio Vilela ocorreu em 1988 e, após uma disputa entre o empresário e fazendeiro Fernando José Torres (PMDB), um político descendente do Barão de Água Branca que foi apoiado por Adelson Pereira e pela Usina Seresta, e o também fazendeiro Jorge Pacheco, proprietário das Fazendas Risco e Engenho Brejo. Esta disputa entre fazendeiros pertencentes às oligarquias locais terminou com a vitória de Fernando Torres, que se tornou o primeiro prefeito eleito por voto direto do município, vindo a tomar posse em 1989.
Em 1990, o galpão e mercado público construído na década de 1960 para dar apoio à feira livre responsável pela origem do município foi demolido e deslocado, juntamente com a feira, para a extremidade ao Sul do atual Centro urbano da cidade de Teotônio Vilela.
Em 21 de março de 2017, por meio da lei municipal nº 981/17, ocorreu o tombamento da feira livre de Teotônio Vilela como patrimônio cultural imaterial.

## Geografia

### Demografia

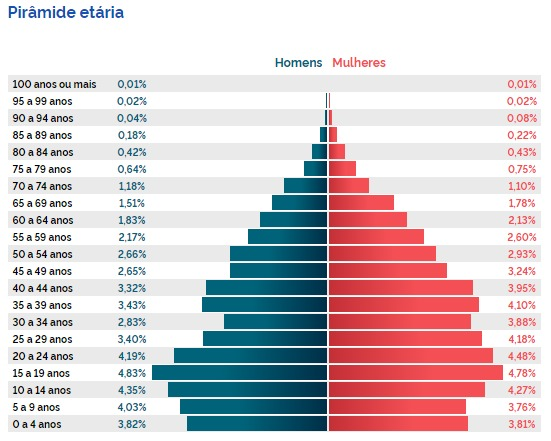
Pirâmide etária do município de Teotônio Vilela

De acordo com o censo do IBGE de 2022, o município de Teotônio Vilela possui uma população de 38.053 pessoas, o que representa uma queda de -7,53% em comparação com o Censo realizado em 2010. Assim, Teotônio Vilela detém a 12ª maior população do estado de Alagoas e uma densidade demográfica de 127,17 hab/km².

### Desenvolvimento Humano
O município de Teotônio Vilela possui um dos mais baixos IDH no estado de Alagoas. Ele possui o índice de 0.564.

### Subdivisões administrativas
O município é dividido territorialmente em 2 distritos: a sede e o distrito chamado de Gerais. 
A zona urbana que compõe a cidade de Teotônio Vilela é dividida em 9 bairros que são os seguintes: 
Lado Sul da BR-101
- São Miguel;
- O Prefeitão;
- São Jorge;
- Inhumas;
- Centro;
- Vereador José Quincas Vieira da Silva; e
- Deputado Benedito de Lira.

Lado Norte da BR-101
- Alto da Rosa (predominantemente rural);
- Sebastião Vilela dos Santos.

O Distrito Gerais fica próximo da sede no lado norte da rodovia.

## Organização Político-Administrativa
A estrutura político-administrativa do Município de Teotônio Vilela é composta pelo Poder Executivo, chefiado por um Prefeito eleito por sufrágio universal, o qual é auxiliado diretamente por secretários municipais nomeados por ele, e pelo Poder Legislativo, institucionalizado pela Câmara Municipal de Teotônio Vilela, órgão colegiado de representação dos munícipes que é composto por vereadores também eleitos por sufrágio universal.

### Atuais autoridades municipais de Teotônio Vilela
- Prefeito: Pedro Henrique de Jesus Pereira ("Peu Pereira") - PP (2017/-)[14][15]
- Vice-prefeito: Marcio Roberto Vilela de Vasconcelos - PSDB (2021/-)[14]
- Presidente da câmara: Sérgio Celestino da Paixão - MDB (2021/-)[16]

### Coronelismo

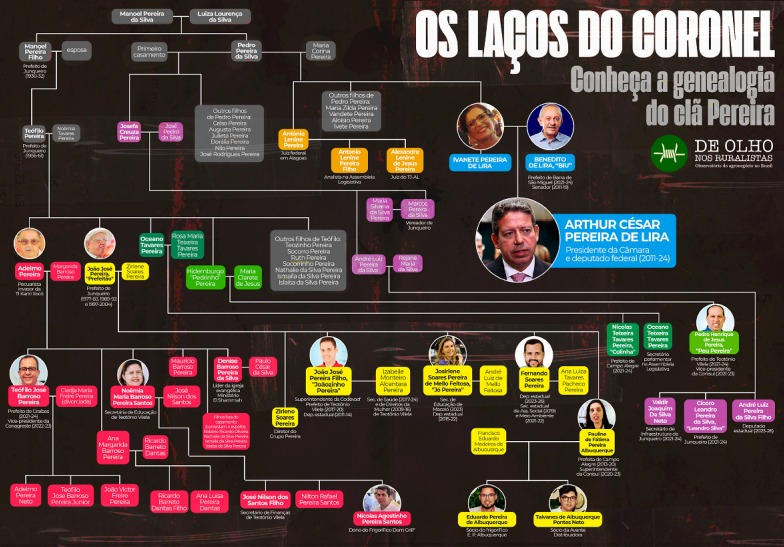
Genealogia do clã político "Pereira" ao qual pertence Arthur Lira

Município com baixo IDH, o mandonismo caracteriza a política local de Teotônio Vilela. Assim, o município é uma extensão territorial da área que se encontra sob a influência da "Família Pereira", clã político oriundo do município de Junqueiro que tem como nomes mais relevantes o político e latifundiário Arthur Lira (presidente da Câmara dos Deputados entre 2021 e 2024), o ex-senador Benedito de Lira (o qual batiza o nome de um bairro da cidade de Teotônio Vilela), Fernando Soares Pereira (deputado estadual a partir de 2023), além de diversos prefeitos do interior alagoano, como os antigos prefeitos de Teotônio Vilela "Joãozinho Pereira" e "Peu Pereira".
Além da forte influência na política alagoana, representada por diversos de seus membros terem ocupado prefeituras em outros municípios alagoanos e cargos públicos na administração estadual, esse clã político também possui uma controversa grande quantidade de propriedades rurais reunindo mais de 100 fazendas, em que a vida política teve papel relevante, sendo que membros dessa família teriam invadido a terra indígena dos Kariri-Xocó, situada nas margens do rio São Francisco, segundo o Observatório "De Olho nos Ruralistas".

## Cultura

### Patrimônio imaterial
- Feira livre de Teotônio Vilela (patrimônio cultural municipal).[5]

### Feriados municipais
São feriados municipais vilelanos :
- Dia de Santos Reis (06 de janeiro)
- Dia da Emancipação Política do Município de Teotônio Vilela e da sua Padroeira Nossa Senhora de Guadalupe (12 de dezembro)